# Alejandra Braña
Alejandra Braña (Orense, 2004) es una deportista española que compite en gimnasia en la modalidad de trampolín doble mini. Ganó una medalla de bronce en el Campeonato Europeo de Gimnasia en Trampolín de 2022, en la prueba por equipo.

## Palmarés internacional
| Campeonato Europeo | Campeonato Europeo | Campeonato Europeo | Campeonato Europeo |
| Año                | Lugar              | Medalla            | Prueba             |
| ------------------ | ------------------ | ------------------ | ------------------ |
| 2022               | Rímini (Italia)    | Medalla de bronce  | Equipo             |